# Anfragen für Schweizer Truppen in brasilianischen Diensten
Die Anfragen 1819 des Königs und 1840 des Kaisers von Brasilien für Schweizer Truppen in brasilianischen Diensten hatten keinen Erfolg. Es gab keine Schweizer Truppen in brasilianischen Diensten.
Schweizer Truppen in fremden Diensten hiess der von Behörden der Schweizer Eidgenossenschaft mit Staatsverträgen geregelte Solddienst von geführten, ganzen Truppenkörpern im Ausland.
Diese Verträge enthielten ein Kapitel, das die militärischen Angelegenheiten regelte: die sogenannte Kapitulation (oder Privatkapitulation, wenn einer der Vertragspartner ein privater Militärunternehmer war).

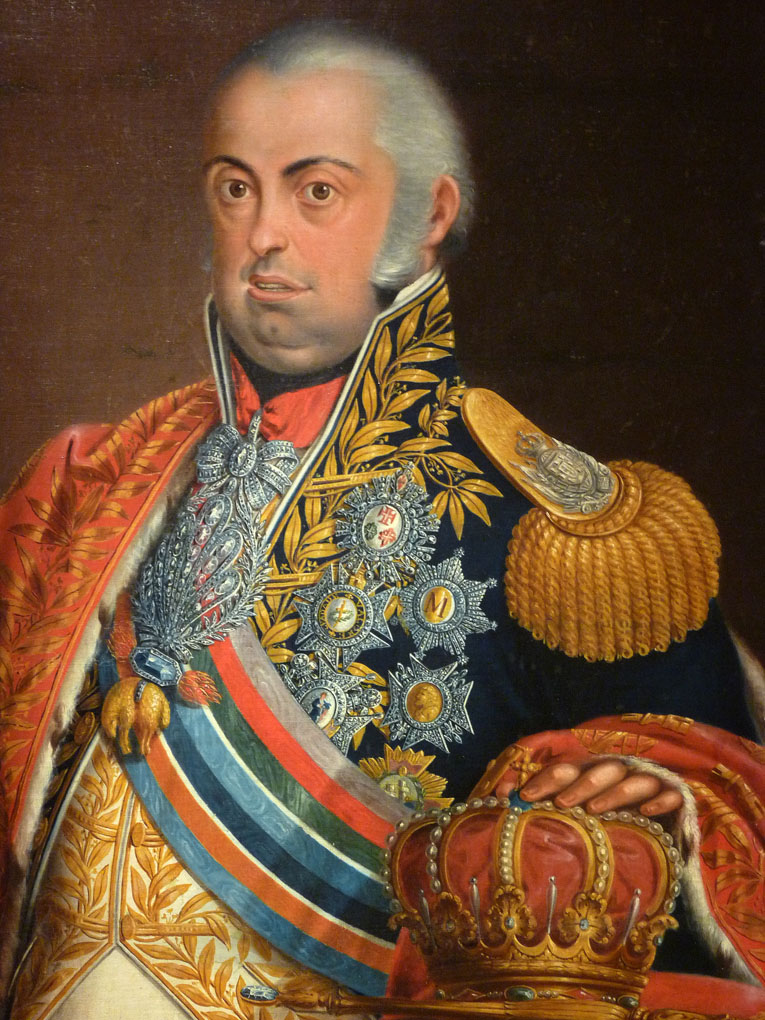
Johann VI., König von Brasilien 1816–1822
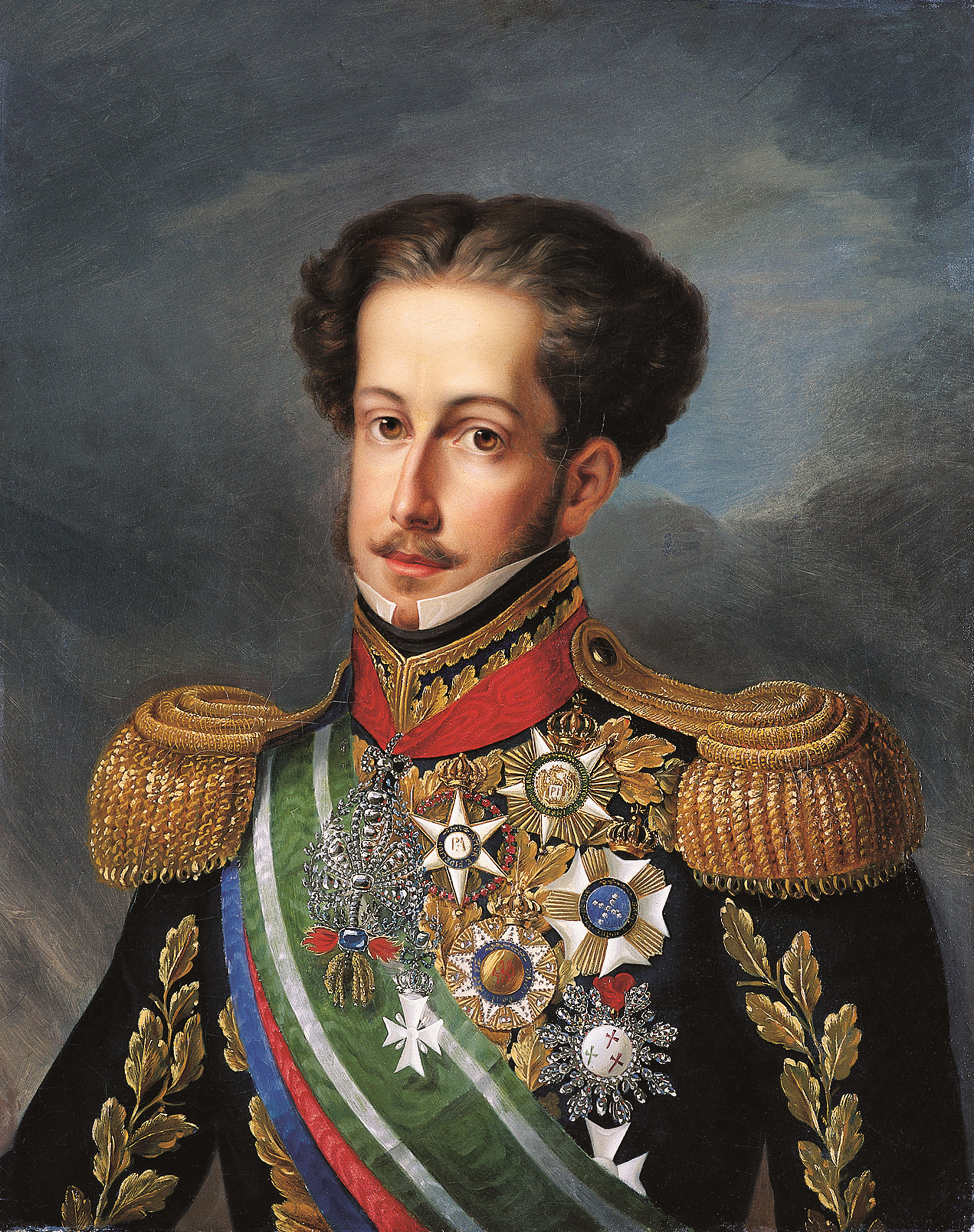
Peter I., Kaiser von Brasilien 1822–1831
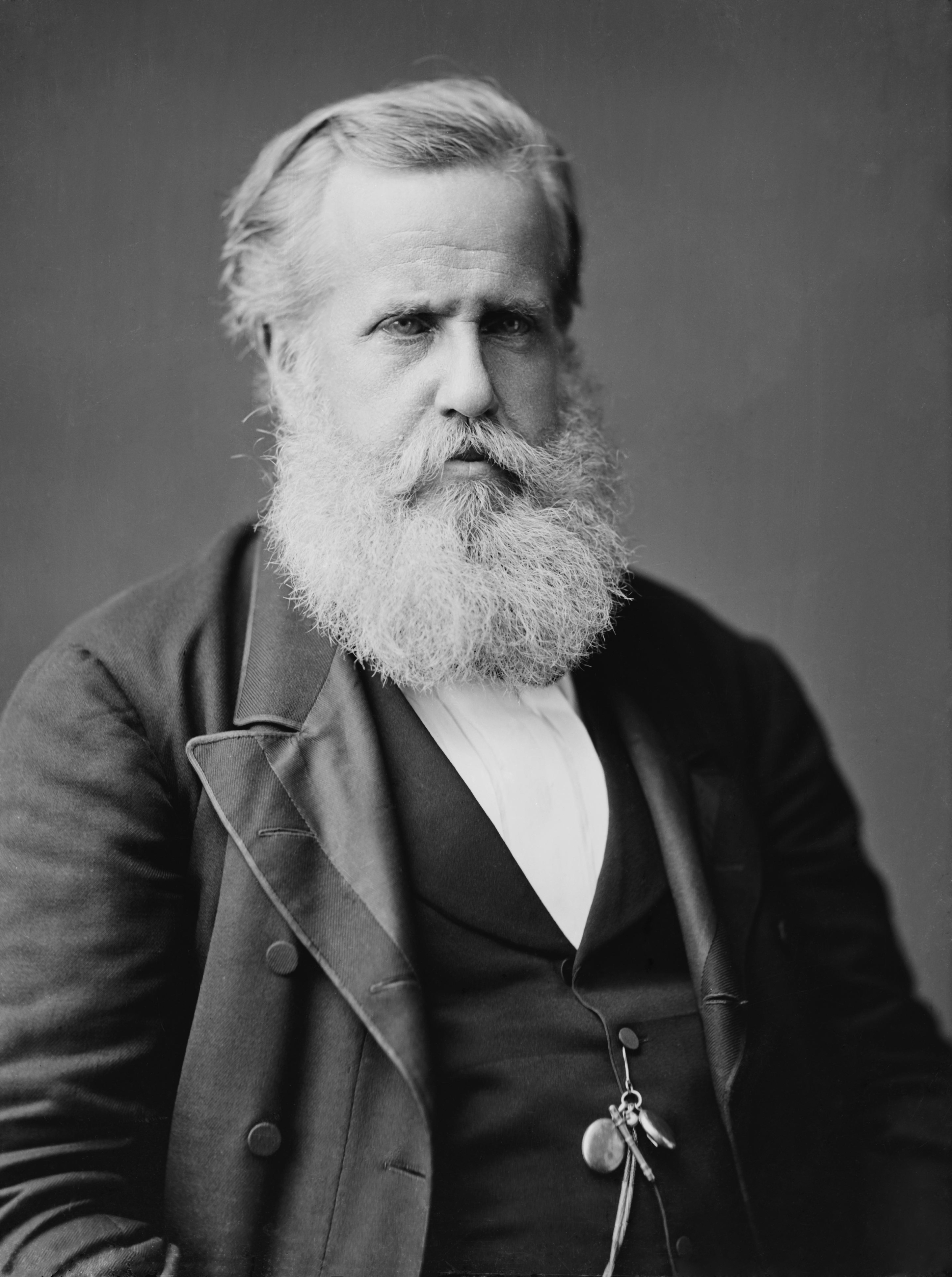
Peter II., Kaiser von Brasilien 1831–1889

## 1815, Schicksalsjahr beidseits des Atlantiks
Der Sturz von Napoleon Bonaparte 1815 und die Aufhebung seiner Kontinentalsperre hatten nachhaltige Auswirkungen beidseits des Atlantiks.
Der Wiener Kongress erhob 1815 die portugiesische Kolonie Brasilien, wohin die Königsfamilie der Braganza 1807 vor Napoleon geflüchtet war, im Rahmen des Gesamtstaates Vereinigtes Königreich von Portugal, Brasilien und den Algarven in den Rang eines Königreiches. Rio de Janeiro, der Regierungssitz und faktisch die Hauptstadt des portugiesischen Weltreiches, wurde zum Zentrum des aufblühenden brasilianischen Aussenhandels (vor allem Zucker und Kaffee, später auch Kautschuk). Der gleichzeitige Niedergang der brasilianischen Sklavenwirtschaft förderte dabei den Bedarf nach Fachkräften für Landwirtschaft und Industrie.
In der durch die napoleonischen Kriege erschöpften Schweiz lösten 1815 die Aufhebung der Kontinentalsperre, die die Einfuhr von billigen (vor allem englischen) Produkten zur Folge hatte, und die kräftige Erhöhung der Einfuhrzölle ihres Hauptabsatzmarktes Frankreich einen drastischen Konjunkturabschwung der Binnenwirtschaft aus.

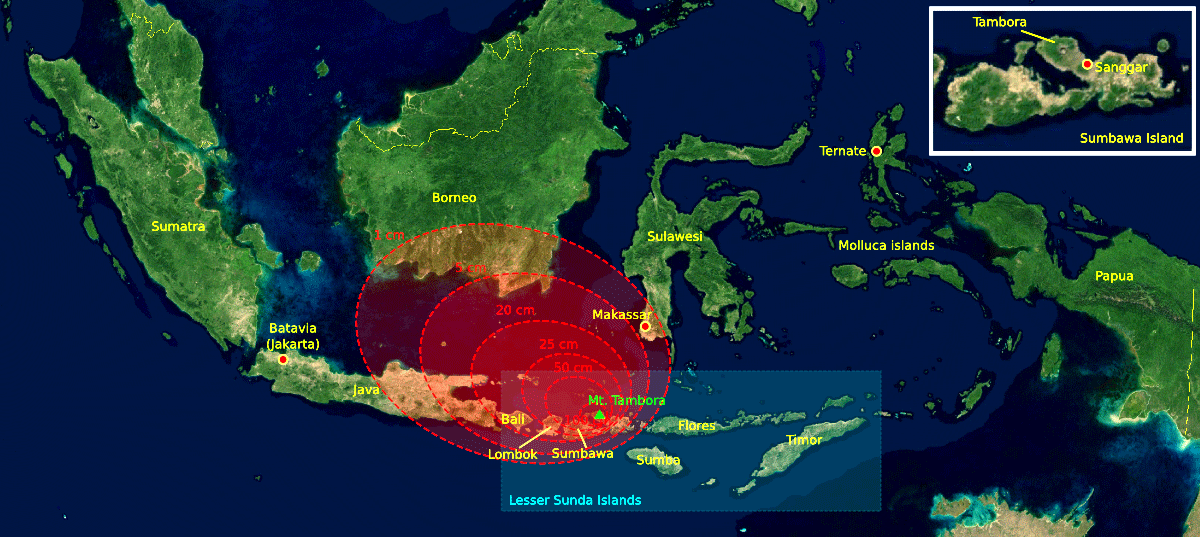
Ausbruch des Vulkans Tambora 1815

Im gleichen Jahr schleuderte der Vulkan Tambora auf der Insel Sumbawa (Indonesien) gewaltige Aschemengen in die Atmosphäre, was auch in der Schweiz 1816 zum „Jahr ohne Sommer“ werden liess. Die Wirtschaftskrise wurde nun noch zusätzlich durch eine Ernährungskrise verschärft.
Dauerregen und Kälte vernichteten die Ernten, erzeugten einen Mangel an Lebensmitteln, führten zu einem starken Teuerungsanstieg und zu Hungersnot. Besonders betroffen waren die Industriestandorte im Mittelland. St. Gallen verzeichnete 1817 beispielsweise 5‘000 Hungertote!
Die Massnahmen der eidgenössischen Behörden, Neuverteilung der Allmenden oder Entwicklung der Flussauen zu Produktionsflächen, wirkten eher hilflos. Die Auswanderung, seit langem das Notventil des angesichts der knappen Ressourcen schon immer überbevölkerten Landes, schwoll an, insbesondere wie üblich, diejenige nach Nordamerika (Ohio).

## Die Kolonie Nova Friburgo
Der Kanton Freiburg hatte mit dem Kauf von Lebensmitteln das grösste Unheil vermeiden können. Die Freiburger Regierung schickte aber 1817 Sebastien Nicolas Gachet, eine schillernde Persönlichkeit, mit dem Auftrag nach Rio de Janeiro, eine Schweizer Kolonie in Brasilien zu gründen. König Johann VI. liess sich vom Abgesandten aus Freiburg schliesslich überzeugen und unterzeichnete 1818 ein Besiedlungsabkommen zur Finanzierung einer Kolonie von 100 katholischen Schweizer Familien im Bezirk Cantagalo, 130 km nordöstlich der Stadt Rio de Janeiro gelegen. Die Kolonie Nova Friburgo erhielt bereits 1820 das Stadtrecht und hatte bis dann, neben Immigranten aus anderen Ländern, bereits 2006 Schweizer Auswanderer aufgenommen (aus Fribourg (830), Bern (500), Wallis (160), Aargau (143), Luzern (140) und 5 weiteren Kantonen). Nova Friburgo ist heute eine moderne Grossstadt mit über 180‘000 Einwohnern.

## Das erste Werbegesuch 1819

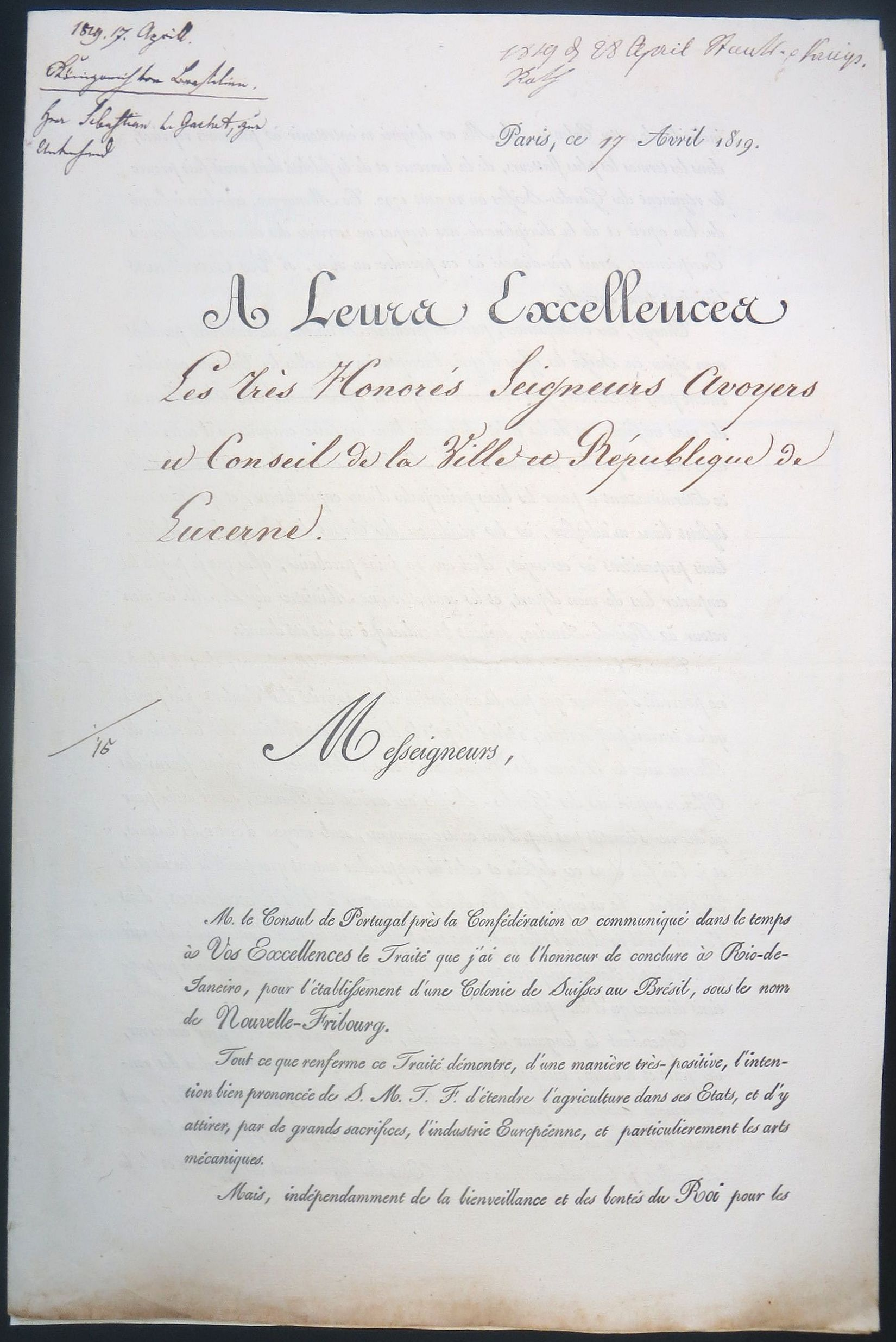
Werbegesuch Brasilien 1819

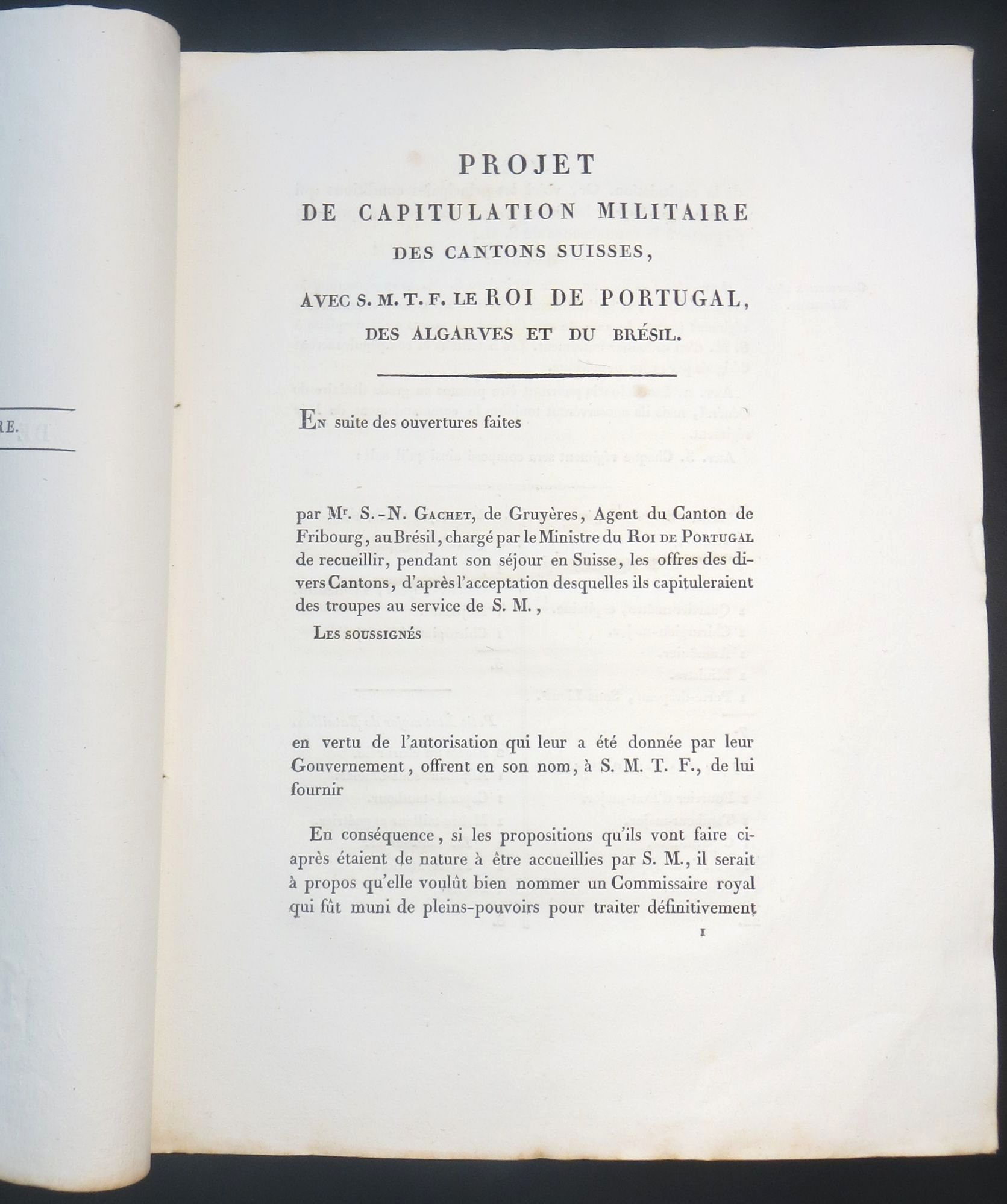
Militärkapitulation 1819
(Vorschlag Gachet)

Der umtriebige Sebastien Gachet, beflügelt von seiner erfolgreichen Siedlungsmission und inzwischen Schweizer Konsul in Rio de Janeiro, konnte offenbar den portugiesischen König in Brasilien nicht nur von der landwirtschaftlichen und industriellen Tüchtigkeit der Schweizer überzeugen, sondern auch von deren militärischen Fähigkeiten. Die konnte er bei den Auseinandersetzungen mit Spanien an Brasiliens West- und Südgrenze wegen der Bandeirantes gut brauchen.
So gelangte Gachet 1819 im Auftrag von Johann VI. mit einem Gesuch für Schweizer Truppen in brasilianischen Diensten zuhanden der eidgenössischen Stände an Schultheiss und Rat von Stadt und Republik Luzern.
Dem Werbegesuch für ein Corps Schweizer legte er sogar einen Vorschlag für eine ausführliche Militärkapitulation mit 80 Paragrafen bei.
Die immer noch kriegsmüden Eidgenossenen verspürten jedoch keine Lust auf das südamerikanische Abenteuer. Das Werbegesuch hatte keinen Erfolg.

## Das zweite Werbegesuch 1840
Nach der Rückkehr von Johann VI. nach Portugal hatte sein in Rio de Janeiro als Regent eingesetzter Sohn das Königreich Brasilien 1822 von Portugal losgesagt und sich als Peter I. zum Kaiser krönen lassen. Er war aber 1831 durch einen Militärputsch zur Abdankung zu Gunsten seines 5-jährigen Sohnes gezwungen worden. Dieser war, bis zu seiner vorzeitigen Volljährigkeitserklärung 1840 und Kaiserkrönung als Peter II., durch einen vom brasilianischen Parlament bestellten Regentschaftsrat vertreten worden. Peter II. sah sich nun bei Amtsantritt mit der Sezession der Provinz Rio Grande do Sul (Republik Piratini) und weiteren Aufständen konfrontiert. Er brauchte Truppen.
1840 reichte der aus Pisa stammende Oberst in brasilianischen Diensten, Luigi dell Hoste, im Auftrag von Peter II. beim eidgenössischen Vorort Zürich ein Werbegesuch für ein Corps Schweizer, bestehend aus zwei Regimentern von insgesamt 2‘600 Mann, ein. Die Verpflichtungsdauer sollte 5 Jahre ab Eintreffen in Brasilien betragen, der Sold (nach dem Ansatz für brasilianisches Militär) aber bereits ab Unterschrift unter den Werbevertrag ausbezahlt werden. Zudem hatte der Angeworbene nach 5 Dienstjahren ein Anrecht auf ein Landstück von rund 9'000 Quadratschuh (entspricht gut 800 Quadratmeter, also ein kleiner Acker!).
Zürich schickte den Antrag in einem ausführlich abgefassten Kreisschreiben an die „hochgeachteten Herren, getreuen, lieben Eidgenossen“ der übrigen Stände und liess darin seine ablehnende Haltung deutlich durchblicken. Das Schreiben empfahl den an einer Truppenstellung interessierten Kantonen die direkte Verbindungsaufnahme mit dem brasilianischen Beauftragten in der Schweiz und endete in einer zu den heutigen Smileys vergleichsweise geradezu ausgesucht abenteuerlich höflichen Grussformel:

„Übrigens versichern wir hochderoselben unserer vorzüglichen Hochachtung und empfehlen uns beiderseitig getreulich in den Schutz des Allmächtigen.“

Auf diesen wollten sich die Eidgenossen in dieser Sache offensichtlich nicht verlassen. Einige Kantone wendeten zu dieser Zeit auch bereits ein Werbeverbot für fremde Dienste an. Auch finanziell war das Angebot wohl zu bescheiden. Dieses brasilianische Werbegesuch blieb ebenfalls chancenlos.
Es kam also zu keinen Schweizer Truppen in brasilianischen Diensten.
Kaiser Peter II. wurde einer der fähigsten Regenten seiner Zeit. Unter seinem Regime entwickelte sich Brasilien wirtschaftlich und kulturell enorm. Er wurde jedoch, wie schon sein Vater, 1889 durch einen Militärputsch gestürzt und musste mit seiner Familie das Land verlassen. Brasilien ist seither, unterbrochen von zwei Jahrzehnten Militärdiktatur, eine unabhängige Republik geblieben. Die ersten freien demokratischen Wahlen danach fanden 1985 statt.